# Kanton Loenen
Het kanton Loenen was een kanton van het Franse Zuiderzeedepartement. Het kanton Loenen maakte deel uit van het arrondissement Amsterdam.

## Gemeenten
Het kanton Loenen omvatte de volgende gemeenten:
- Loenen
- Kortenhoef
- Vreeland